# Krasnapolle
Krasnapolle (belarussisch Краснаполле) ist eine Siedlung städtischen Typs im Rajon Krasnapolle in der Mahiljouskaja Woblasz in Belarus. Es ist das administrative Zentrum des Rajons. 2016 hatte die Ortschaft nach einer Schätzung 5844 Einwohner.

## Geografie

Caesium-137-Kontamination im Jahr 1996 in Belarus, Russland und der Ukraine in Kilobecquerel pro Quadratmeter

Der Ort liegt 37 km südöstlich von Mahiljou. Nordwestlich des Ortes liegt Slauharad, nördlich Tscherykau.

## Geschichte
Das Gebiet um Krasnapolle wurde infolge der Nuklearkatastrophe von Tschernobyl kontaminiert. 1996 wurde im Ort ein Denkmal für die Opfer des Unglücks errichtet. Infolge der Katastrophe von Tschernobyl wurde ein Teil des Bezirksgebiets kontaminiert und die Einwohner wurden umgesiedelt. In dem Rajon blieben 83 Siedlungen unbewohnt und mehr als 9.000 Menschen mussten umgesiedelt werden.

## Persönlichkeiten
- George Pusenkoff (* 1953), deutsch-russischer, jüdischer Maler, Installationskünstler und Fotograf
- Jauhen Salaty (* 1999), Ruderer